# Alte Burg (Eschollbrücken)
Die Alte Burg ist ein Burgstall südwestlich des Pfungstädter Stadtteiles Eschollbrücken im Landkreis Darmstadt-Dieburg in Hessen. Es wird angenommen, dass es die Reste einer wohl im  11. Jahrhundert als Wasserburg angelegten Niederungsburg sind.

## Geografische Lage
Die Burgstelle, die keine oberirdischen Reste mehr ausweist, liegt westsüdwestlich von Eschollbrücken und nördlich von Pfungstadt-Hahn auf heutigen Ackerflächen in der Rheinebene am Rande einer ehemaligen Neckarschleife.

## Beschreibung
Vom Burgstall sind keine oberirdischen Reste bekannt. Unterirdische Reste wurden erst 1986 und 1992 bei Luftbildaufnahmen und geophysikalischen Prospektionen erkannt und lieferten detaillierte Ergebnisse, nachdem vorherige Grabungen aus den 1930er Jahren und von 1972 keine Nach- oder Hinweise brachten. Es ließ sich eine nahezu sechseckige doppelte Wehrmauer von maximal 60 Meter Durchmesser erkennen. Am offenen Ostende fand sich eine fast kreisrunde Fläche von etwa 35 Meter Durchmesser, der eine einer Motte ähnlich angelegte Turmburg zugeordnet wird. Ein System von längst eingeebneten Wassergräben oder Burggräben umgab die Anlage und war bis zu zehn Meter breit. Das Wasser lieferte wohl die Modau oder einer ihrer Seitenarme, ehe sie im 14. Jahrhundert umgeleitet wurde. In den 1930er-Jahren wurden im Erdreich Pfähle gefunden, die als Reste einer Brücke eines nach Nordosten führenden Weges aus der Burg Richtung Eschollbrücken angesehen werden.
Urkunden aus dem Hochmittelalter belegen eine niederadlige Familie derer zu Eschollbrücken, der die Burg zugesprochen wird. 1122 bis 1223 urkundlich nachgewiesen, werden sie als de Eschelbruccin, de Escenebruche oder de Eschilbruccun unter den nobiles viri, den adligen Männern in den Zeugenlisten von Urkunden aufgeführt. Besonders Rupert von Eschollbrücken, 1188 bis 1223 urkundlich belegt, scheint eine besondere Rolle gespielt zu haben.  Als Vogt für den Klosterhof von Haßloch bei Rüsselsheim in Diensten des Mainzer Erzbischofs Siegfried II. von Eppstein tauschte er diese Rechte gegen Güter am Zugang zur Burg Eschollbrücken ein, die bis dahin den Mönchen des Zisterzienserklosters Eberbach im Rheingau gehört hatten. Rupert wird 1222 erwähnt, als er als Mönch im Kloster Lorsch lebte. 1223 starben die Herren von Eschollbrücken aus, das Erbe fiel an die von Erligheim und 1317 als Würzburgisches Lehen an Wilhelm I. von Katzenelnbogen.
Vermutlich wurde die Burg bei Auseinandersetzungen zwischen den Pfalzgrafen und Kurmainz schon im 13. Jahrhundert zerstört und möglicherweise nur begrenzt oder gar nicht wieder aufgebaut. Überreste wurden von den Bewohnern umliegender Ortschaften als Steinbruch benutzt. Nach Horst Lehning, langjähriger Vorsitzender im Verein für Heimatgeschichte Eschollbrücken-Eich, wird vermutet, dass Steine auch für den Bau der Eschollbrücker Kirche um 1480 verwendet wurden. Noch 1460 wird die Burgstelle in einer Dornberger Rechnung noch als „alte burg jme broich“ und 1506 in einem Zinsbuch als „alte purg“ bezeichnet
Danach finden sich keine urkundlichen Nachweise mit direktem Bezug mehr. Ob die Burg aufgegeben oder dem Verfall preisgegeben wurde, ist nicht bekannt.
Das Gelände ist als Bodendenkmal anerkannt, aber noch landwirtschaftliche Nutzfläche.
Mit einer geplanten Umgehungsstraße westlich um Eschollbrücken und Eich besteht die Gefahr, dass der Burgstall und seine im Boden befindlichen Zeugnisse angeschnitten und zerstört  werden könnten. Der  Verein für Heimatgeschichte Eschollbrücken / Eich 1982 e. V. bemüht sich um eine denkmalpflegerische Erhaltung der Burgreste und eines Stopps der landwirtschaftlichen Nutzung im Gelände, da eine weitere Zerstörung befürchtet wird.

### Gemarkungsnamen
off de baerje (uff der Bürg, Auf der Burg), 1633, 1697, 1770 und  auff der alten Burg 1697 sind nachgewiesene urkundlich belegte Gemarkungsnamen, die die Lage der Burg in der Eschollbrücker Geschichte wachhielten.